# Bignan (entreprise)
Pour les articles homonymes, voir Bignan (homonymie).
Bignan est un constructeur d'automobiles français fondé en 1918 par Jacques Bignan. Après une faillite, cette société est rachetée par Henri Précloux en 1926 et arrête définitivement sa production en 1931.

## Histoire

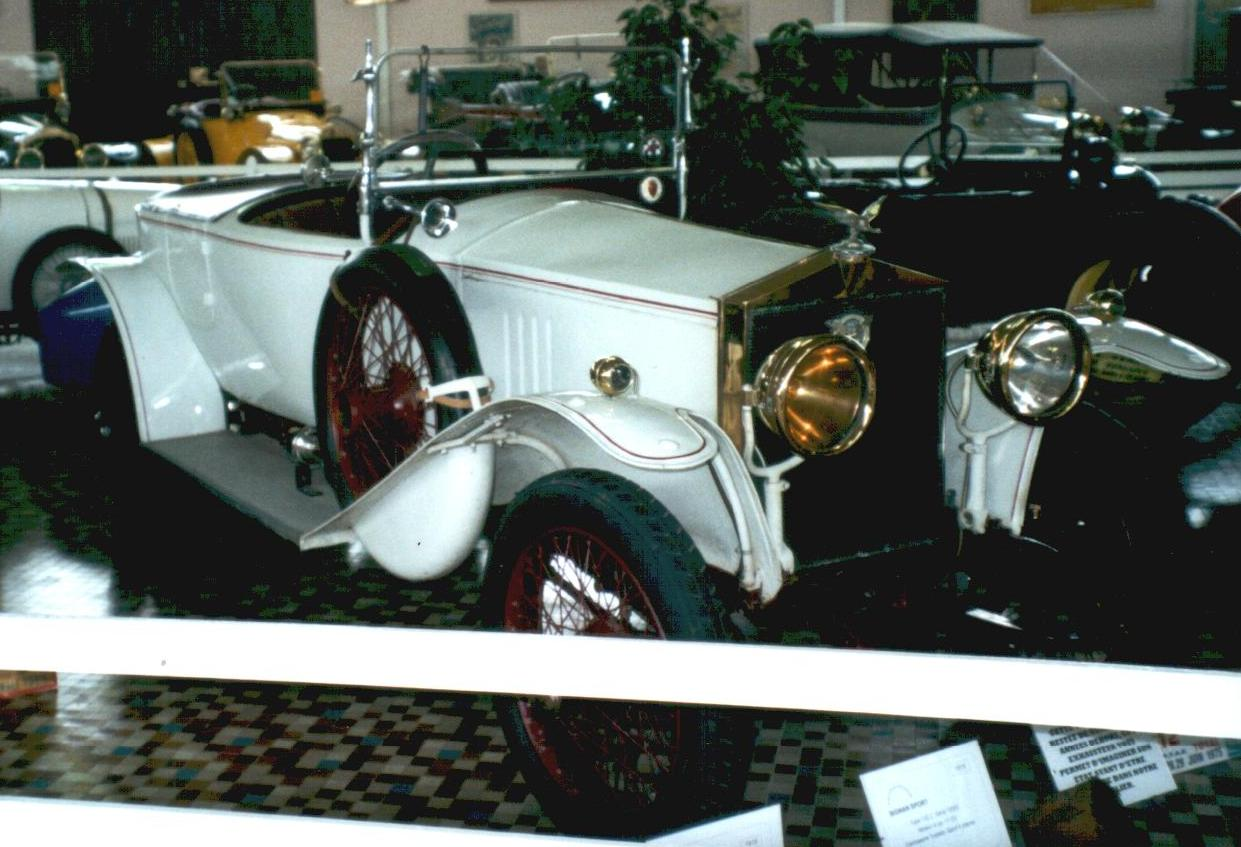
Une Bignan de 1919.

Avant la Première Guerre mondiale, Jacques Bignan était un sous-traitant pour des constructeurs automobiles. Il fabriquait des moteurs et des pièces de précision.
Il commence en 1918 à Courbevoie la production de petites voitures sportives pour la compétition mais ce programme coûteux amène l'entreprise à fabriquer des cyclecars AL sous licence Salmson. Les premiers modèles sont fabriqués dans les ateliers des automobiles Grégoire qui sont en difficulté et trouvent dans les projets de Bignan un espoir de survie. Les premières courses débutent en 1920 avec le Grand Prix des voiturettes du Mans.
À partir de 1921, Bignan se concentre sur des modèles 3,0  et   3,5 litres. C'est un modèle 3 litres qui permet à Albert Guyot de remporter le Grand Prix de Corse. L'année suivante apparaît une particularité des voitures Bignan, la commande desmodromique des soupapes, pour éviter l'utilisation de ressorts qui manquaient à l'époque de fiabilité lorsque la vitesse s'élevait.
En 1923 et 1924, les modèles sont des 2,0 litres et le palmarès de l'équipe s'étoffe avec un podium lors des premières 24 Heures du Mans ou la victoire lors des premières 24 Heures de Spa. Le véhicule phare est une 11 CV qui possédait en modèle compétition quatre cylindres avec quatre soupapes par cylindre. Ce modèle remporta le Rallye automobile Monte-Carlo en 1924.
Face à la crise, Jacques Bignan rachète en 1924 les ateliers Grégoire à Pierre-Joseph Grégoire mais la concurrence rattrape son retard et entraîne la dissolution de l'équipe officielle en 1926. Les moteurs techniquement avancés utilisés en compétition ne trouvent pas d'acheteurs dans le grand public.
En 1926, la société se trouve une première fois en faillite et est reprise par Henri Précloux. Il intègre alors des moteurs Salmson, C.I.M.E., et S.C.A.P. dans les modèles. Mais la production s'arrête en 1931. Cette marque a fabriqué les premières voitures sportives de grand tourisme françaises.

## Palmarès

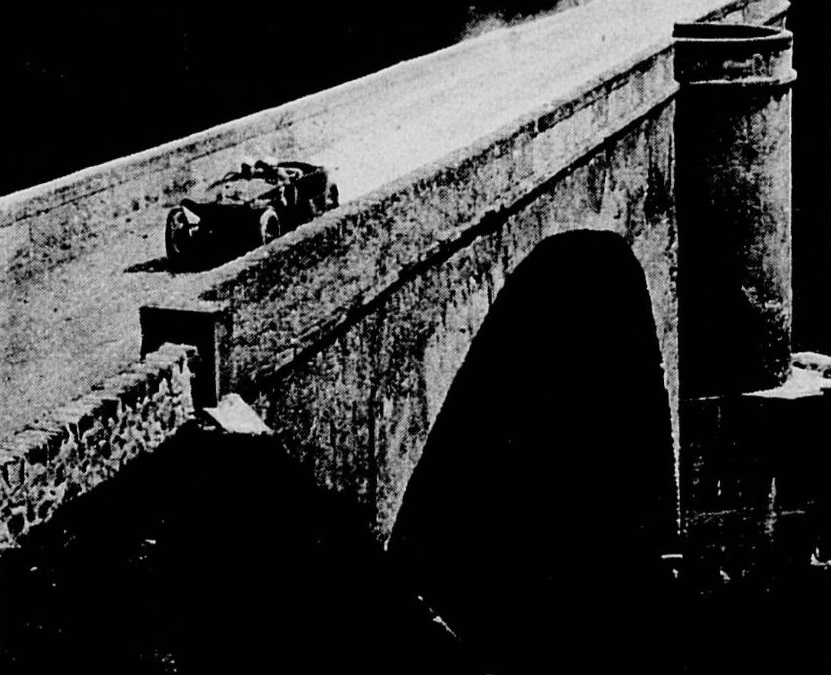
Albert Guyot, vainqueur du circuit de la Corse en 1921 sur sa Bignan 3.0 l.

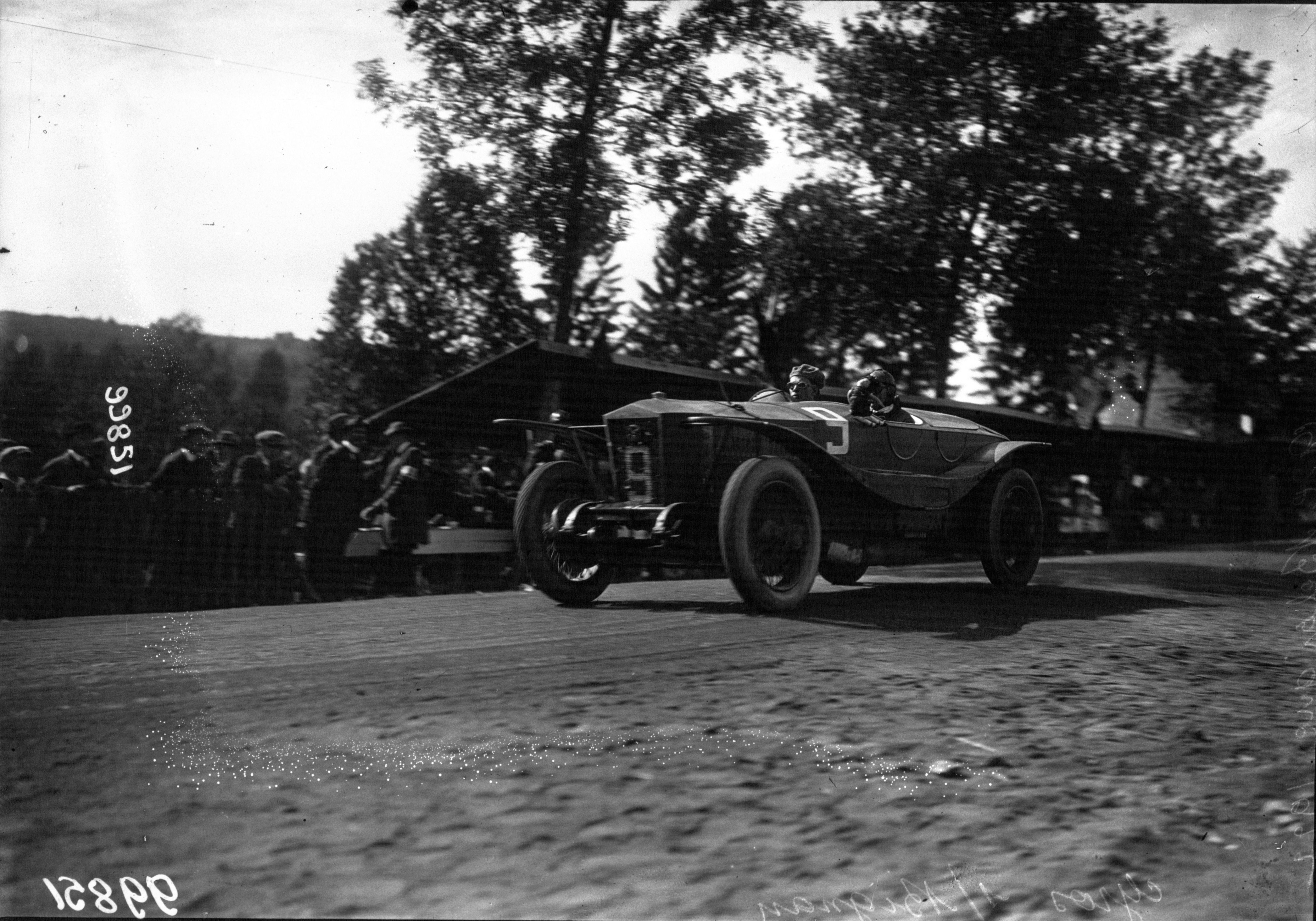
Bignan en course en Belgique (1922).

- Victoire au Grand Prix automobile de Corse en 1921 avec Albert Guyot
- Victoire au Grand Prix de Guipúzcoa sur le circuit de Lasarte en 1923 avec Eduardo Martin et en 1924 avec Henri-Julien Matthys
- Participation aux 24 Heures du Mans de 1923 à 1926. Le meilleur résultat est une troisième place lors de la première édition en 1923 avec Paul Gros (de) et le Belge Raymond de Tornaco (de) (Bignan 11 HP Desmo Sport 2,0 l)
- Victoire lors de la première édition des 24 Heures de Spa en 1924 avec les Français Maurice Béquet et Henri Springuel
- Victoire au Rallye automobile Monte-Carlo en 1924 avec le Belge Jacques Édouard Ledure
- Victoire au premier Grand Prix du Comminges sur le Circuit automobile du Comminges en 1925 avec "Goury"
- Victoire au premier Grand Prix de la Marne sur le Circuit de Reims-Gueux en 1925 avec Pierre Clause
- Victoire de catégorie 2.0 aux 24 Heures de Spa 1925 avec Martin et Matthys (quatrième au général)
- Victoire au Grand Prix d'Allemagne 1926 avec Pierre Clause (catégorielle)

## Montagne
- Course de côte de Poix en 1924 (Ramus)
- Côte de Gempen (Bâle) en 1924 (B. Schriever, en 4 cylindres)[1]

(citons aussi une deuxième place en 1924 à la course de côte du Ballon d'Alsace catégorie tourisme amateurs 2,0 l cette année-là).

## Sprint
- Kilomètre lancé de Cronenbourg en 1924 (Buiscard)

## Record du monde
- des 3 000 kilomètres sur l'autodrome de Montlhéry en 1924 (année de sa construction), grâce à Pierre Gros et Pierre Clause, à 124 km/h de moyenne.